# Alexandru Țîrlea
Alexandru Țîrlea (Alcalá de Henares, Madrid, 28 de marzo de 2000) es un futbolista español, nacionalizado rumano, que juega en la demarcación de lateral derecho en el CFR Cluj de la Liga I.

## Biografía
Tras formarse como futbolista en las categorías inferiores del Real Madrid C. F., finalmente en 2019 se marchó cedido al Salamanca C. F. UDS. Debutó con el equipo salmantino contra el Arenas Club. Tras un año cedido en el club, se marchó traspasado a la disciplina del Deportivo Alavés. Debutó con el segundo equipo el 1 de noviembre de 2020 contra el Real Racing Club de Santander, encuentro que ganó por 3-0 el equipo de Santander. El 14 de diciembre de 2021 debutó con el primer equipo en Copa del Rey contra el Linares Deportivo. Su debut en liga se produjo cuatro días después, contra el Rayo Vallecano, ganando el conjunto vallecano por 2-0.
El 19 de julio de 2022, tras haber finalizado su contrato con el Deportivo Alavés, firmó con el Gimnàstic de Tarragona por un año más dos opcionales. A mediados de su tercera campaña en el conjunto catalán, llegó a un acuerdo con el club para rescindir su contrato. Entonces se marchó a Rumania para jugar en el CFR Cluj.

## Clubes
Actualizado al último partido disputado el 9 de marzo de 2025.
| Club                   | País    | Año       | Partidos | Goles |
| ---------------------- | ------- | --------- | -------- | ----- |
| Salamanca C. F. UDS    | España  | 2019-2020 | 19       | 0     |
| Deportivo Alavés "B"   | España  | 2020-2022 | 41       | 1     |
| Deportivo Alavés       | España  | 2021-2022 | 2        | 0     |
| Gimnàstic de Tarragona | España  | 2022-2025 | 58       | 0     |
| CFR Cluj               | Rumania | 2025-     | 1        | 0     |

## Palmarés

### Títulos nacionales
| Título          | Club     | País    | Año  |
| --------------- | -------- | ------- | ---- |
| Copa de Rumania | CFR Cluj | Rumania | 2025 |